# Либахово
 Тази статия е за селото в Гърция.  За селото в България със старо име Либяхово, вижте Илинден (село).  
Либахово или Либа̀во, Либаово (на гръцки: Φιλυριά, Филирия, до 1926 година Λιμπάχοβο, катаревуса: Λιμπάχοβον, Либахово/н) е село в Егейска Македония, Гърция, част от дем Пеония в административна област Централна Македония.

## География
Селото е разположено на 160 m надморска височина, на 6 km южно от демовия център Гумендже (Гумениса) в областта Боймия в източното подножие на планината Паяк (Пайко), в Солунското поле.

## История
На трапецовидна височина на 150 m югозападно от селото е открито селище с останки от праисторическо, римско и елинистическо време. Вляво от пътя Кушиново (Полипетро) – Либахово, в местността Извор (Ισβόρ) на разстояние 1100 m от Либахово е открита римска сграда с изобилие от керамични остатъци и архитектурни елементи.

### В Османската империя
В XIX век Либахово е чисто българско село в Ениджевардарска каза на Османската империя. Църквата „Света Неделя“ е от първата половина на XIX век. В 1848 година руският славист Виктор Григорович описва в „Очерк путешествия по Европейской Турции“ Любарово като българско село.
На австро-унгарската военна карта селото е отбелязано като Либахова (Libahova), на картата на Йоргос Кондоянис е отбелязано като Либиновон (Λιμπίνοβον), християнско село.
Според статистиката на Васил Кънчов („Македония. Етнография и статистика“) в 1900 година в Либаво (Либахово) живеят 145 българи християни. Цялото население на Либахово е под върховенството на Българската екзархия. По данни на секретаря на екзархията Димитър Мишев („La Macédoine et sa Population Chrétienne“) в 1905 година Либаво (Libavo) има 176 българи екзархисти.
Кукушкият околийски училищен инспектор Никола Хърлев пише през 1909 година:
| „ | Либаово, 18 /III, 1/2 ч. от Гиракарци. 20 български екзархийски къщи, чифлик. През зимата тук живеят 6-7 влашки семейства - националисти. Поминъкът е земеделие, лозарство и бубарство. Черквата отворена, няма никакви имоти. Училището (вакъф) е двуетажно: ниска изба, само класна стая с дюшеме, без таван, големина 6Х5Х2 1/2, добре осветявана. Съградено е в 1905 г. | “ |

Според кукушкия околийски училищен инспектор Никола Хърлев през 1909 година Либаово има 20 български екзархийски къщи, всички чифлик. Зимно време в селото живеят и 6-7 влашки семейства - „националисти“, тоест с румънско съзнание. Основен поминък е земеделието, лозарството и бубарството. Двуетажната сграда на българското училище е съградена през 1905 година.
По данни на Екзархията в 1910 година Либаново е чифлигарско село с 18 семейства, 128 жители българи и една черква.
В 1910 година Халкиопулос пише, че в селото (Λιμπάχοβον) има 120 екзархисти.

### В Гърция
По време на Балканската война в селото влизат гръцки части, а след Междусъюзническата Либахово попада в Гърция. В 1912 година е регистрирано като селище с християнска религия и „македонски“ език. Преброяването в 1913 година показва Либахово (Λιμπάχοβο) като село с 83 мъже и 61 жени.
Боривое Милоевич пише в 1921 година („Южна Македония“), че Либихово има 40 къщи славяни християни.
От 18 български семейства към 1912 година до 1928 година в България се изселват 16 семейства и в селото остават 2 български семейства. Ликвидирани са 24 имота на жители, преселили се в България. В 20-те години в селото са заселени гърци бежанци, включително от малоазийското елинизирано българско село Къздервент. В 1928 година в селото е смесено местно-бежанско с 69 бежански семейства и 234 жители бежанци.
Селото традиционно произвежда предимно жито, тютюн и памук.
| Име       | Име         | Ново име   | Ново име   | Описание                                                   |
| --------- | ----------- | ---------- | ---------- | ---------------------------------------------------------- |
| Леска     | Λέσκα       | Фундуки    | Φουντούκι  | река на ЮЗ от Либахово                                     |
| Извор     | Ίσβορον     | Пиги       | Πηγή       | местност на Ю от Либахово                                  |
| Вакъфи    | Μακούφια    | Монастирия | Μοναστήρια | местност на ЮЗ от Либахово и на ЮИ от Геракарци            |
| Гюпката   | Γιουπκτα    | Гифтиса    | Γύφτισσα   | местност на Ю от Цигарово и на И от Радомир                |
| Градища   | Γράδιστα    | Петротон   | Πετρωτόν   | възвишение на З от Цигарово и на С от Радомир              |
| Нишан Таш | Νισάν Ντασι | Пирамида   | Πυραμίδα   | възвишение на ЮЗ от Геракарци и на И от Цигарево (325,6 m) |
| Орманово  | Όρμάνοβον   | Дасотон    | Δασωτόν    | местност на ЮЗ от Геракарци и на СИ от Цигарево            |
| Курия     | Κουρί       | Дасаки     | Δασάκι     | възвишение на СЗ от Либахово и на С от Геракарци (266 m)   |
| Вирот     | Βίροτ       | Пиги       | Πηγή       | река на И от Либахово                                      |

| Година    | 1913 | 1920 | 1928 | 1940 | 1951 | 1961 | 1971 | 1981 | 1991 | 2001 | 2011 | 2021 |
| --------- | ---- | ---- | ---- | ---- | ---- | ---- | ---- | ---- | ---- | ---- | ---- | ---- |
| Население | 144  | 111  | 265  | 462  | 352  | 381  | 333  | 329  | 263  | 263  | 246  | 192  |